# Hammarby IF
ハンマルビーIF (Hammarby IF) (通称：Bajen) はスウェーデン・ストックホルムのスポーツクラブである。1889年にセーデルマルム地区で「ハンマルビー・ローイングクラブ」として創設され、1897年にハンマルビーIFに改称。1998年の特例会議で、各競技部門が同一ブランドを共有しながらも高度に独立する、「同盟団体」となった。本部はヨハンネスホーフにある。 
クラブは数多くの競技部門を保有している。サッカー部門のチームカラーは伝統的に緑と白。しかし1918年にヨハンネスホーフIFと合併した時の合意内容のせいで、彼らの黄色と黒の縦じまのユニフォームを60年以上も使用し続けていた。現在は緑と白に戻っているが、セカンドユニフォームとしてヨハンネスホーフIFの色を使用することがある。1946年にアイスホッケー部門がイングランドに遠征した際、選手のスティーグ・エマニュエル (Stig Emanuel) がハンマルビーを英語で Hammarbaj と発音した事がきっかけで、Bajen (The Bay) という愛称が生まれた。

## 保有する競技部門

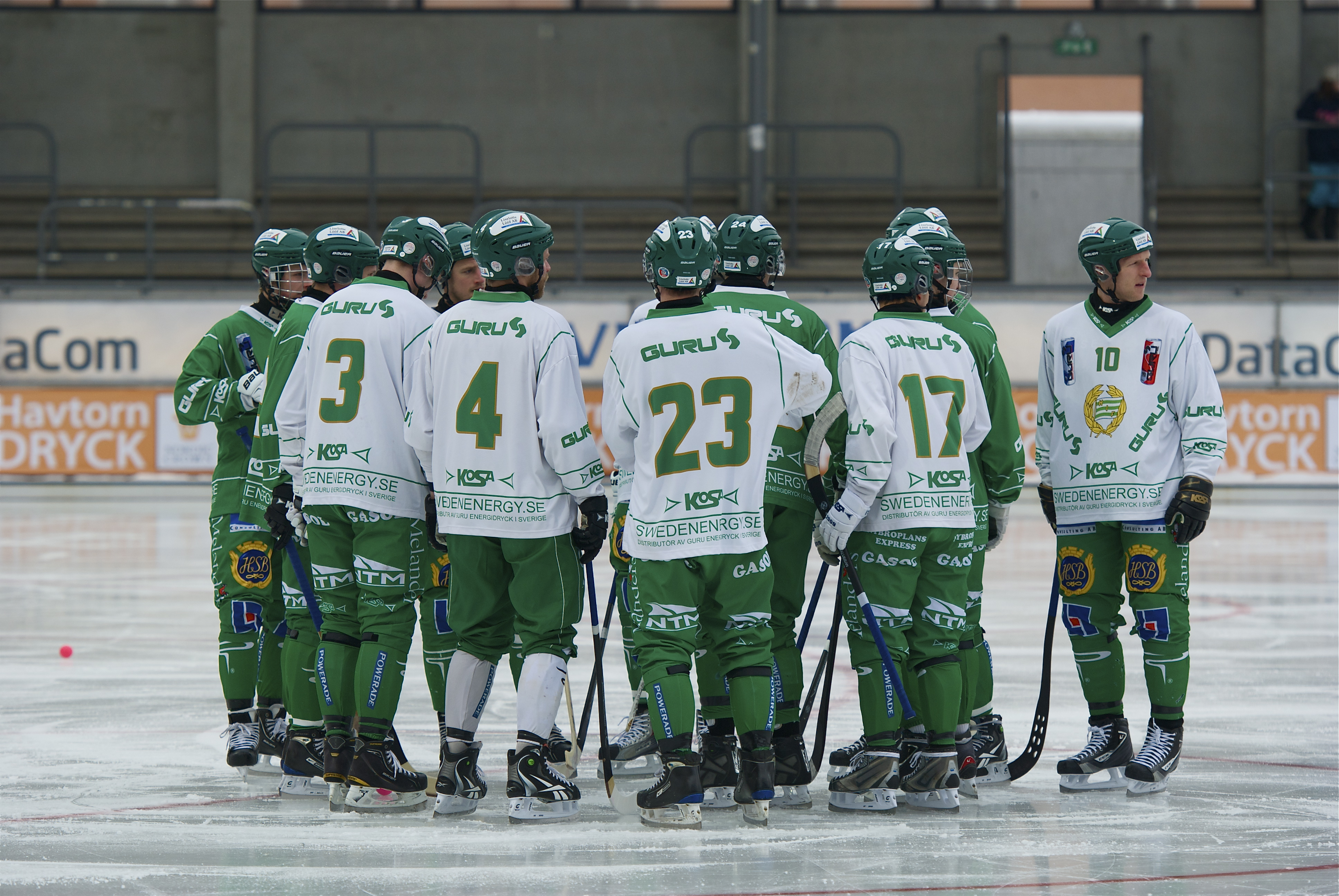
男子バンディのチーム

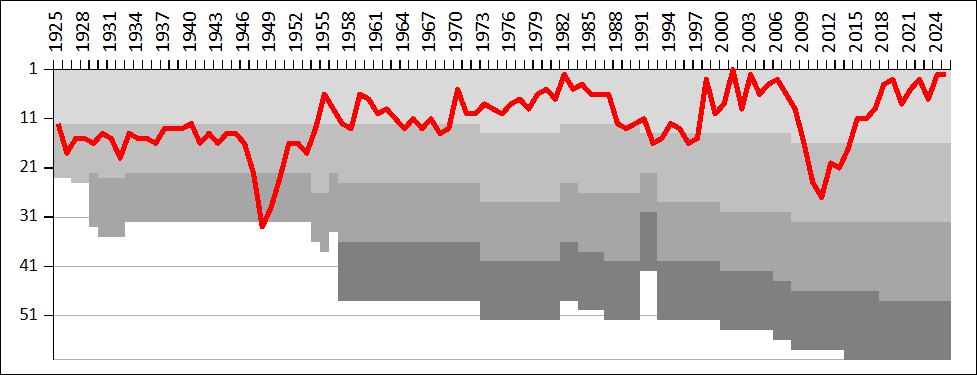
サッカー部門の成績グラフ

アルファベット順。設立年もすべて掲載している。
- バンディ – ハンマルビーIF (バンディ)（スウェーデン語版）, 1905
- バスケットボール - ハンマルビーIFバスケット（スウェーデン語版）, 1974-1985, 2014-
- 卓球 – ハンマルビーIF (卓球)（スウェーデン語版）, 2010
- ペタンク – ハンマルビーIF (ペタンク)（スウェーデン語版）, 2001
- ボウリング – Hammarby IF Bowling, 1938
- ボクシング – ハンマルビーIF (ボクシング)（スウェーデン語版）, 1919
- サッカー – ハンマルビーIFフットボール (男子) 1915, ハンマルビーIF DFF, 1970
- サッカー – ハンマルビーTFF（スウェーデン語版）, 2002
- 陸上競技 – ハンマルビーIF (陸上競技)（スウェーデン語版）, 1897
- ゴールボール – Hammarby IF Goalball, 1999
- ハンドボール – ハンマルビーIFハンドボール（スウェーデン語版）, 1939
- 室内バンディ – ハンマルビーIF (室内バンディ)（スウェーデン語版）, 1993
- アイスホッケー – ハンマルビーIF (アイスホッケー)（スウェーデン語版）, 1921–2008, 2013-
- オリエンテーリング – Hammarby IF Orientering, 1922
- ローイング競技 – ハンマルビーIF (ローイング競技)（スウェーデン語版）, 1889
- ラグビー – ハンマルビーIFラグビー（スウェーデン語版）, 2000
- スキー – Hammarby IF Skidförening, ?
- スピードウェイ – ハンマルビー・スピードウェイ（スウェーデン語版）, 2004
- Social förening – Sällskapet Hammarbyveteranerna, 1917